# 1604 Tombaugh
1604 Tombaugh је астероид главног астероидног појаса чија средња удаљеност од Сунца износи 3,026 астрономских јединица (АЈ).
Апсолутна магнитуда астероида је 10,53.